# 中国科学技术大学苏州高等研究院
中国科学技术大学苏州高等研究院是中国科学技术大学下设的校地合作机构，位于苏州独墅湖科教创新区，由中国科学技术大学与苏州市人民政府合作建设。

## 历史
2003年成立，原名中国科学技术大学苏州研究院，2020年提级为高等研究院。

## 相关学院
中国科学技术大学的下列学院设于苏州高等研究院：
- 软件学院
- 纳米科学技术学院[3]
- 管理学院
- 生物医学工程学院
- 人工智能与数据科学学院